# Fissidens hornschuchii
Fissidens hornschuchii är en bladmossart som beskrevs av Montagne 1840. Fissidens hornschuchii ingår i släktet fickmossor, och familjen Fissidentaceae. Inga underarter finns listade i Catalogue of Life.